# Halifax (Nova Escócia)
Halifax, oficialmente conhecida como Município Regional de Halifax, é a capital da província canadense da Nova Escócia. O município tinha uma população de 403 mil habitantes em 2016, com 316 mil na área urbana centrada no porto de Halifax. O município regional atual é composto por quatro municípios anteriores que foram fundidos em 1996: Halifax, Dartmouth, Bedford e o município de Halifax County.
A cidade de Halifax é um importante centro econômico no Canadá Atlântico com uma grande concentração de serviços governamentais e empresas do setor privado. Os principais empregadores e geradores econômicos incluem o Departamento de Defesa Nacional, a Universidade Dalhousie, a Universidade de Santa Maria, o Estaleiro de Halifax, vários níveis de governo e o Porto de Halifax. A agricultura, pesca, mineração, silvicultura e extração de gás natural são as principais indústrias de recursos encontrados nas áreas rurais do município. Halifax foi classificada pela revista MoneySense como a quarta melhor cidade para se viver no Canadá em 2012, foi a primeira colocada em uma lista de "cidades grandes por qualidade de vida" e a segunda colocada em uma lista de "grandes cidades do futuro" e coloca-se consistentemente no top 10 das cidades com maior simplicidade na abertura de negócios, todas as pesquisas foram conduzidas pela revista fDi, levando em consideração as cidades em todo o continente americano.

## História
Halifax está localizada dentro das terras ancestrais dos povos indígenas mi'kmaq. Os Mi'kmaq residiram em Nova Escócia, Novo Brunswick e na Ilha do Príncipe Eduardo desde antes da chegada dos europeus na América do Norte por volta dos anos de 1400 e 1500. O nome de Halifax na língua dos Mi'kmaq é K'jipuktuk.

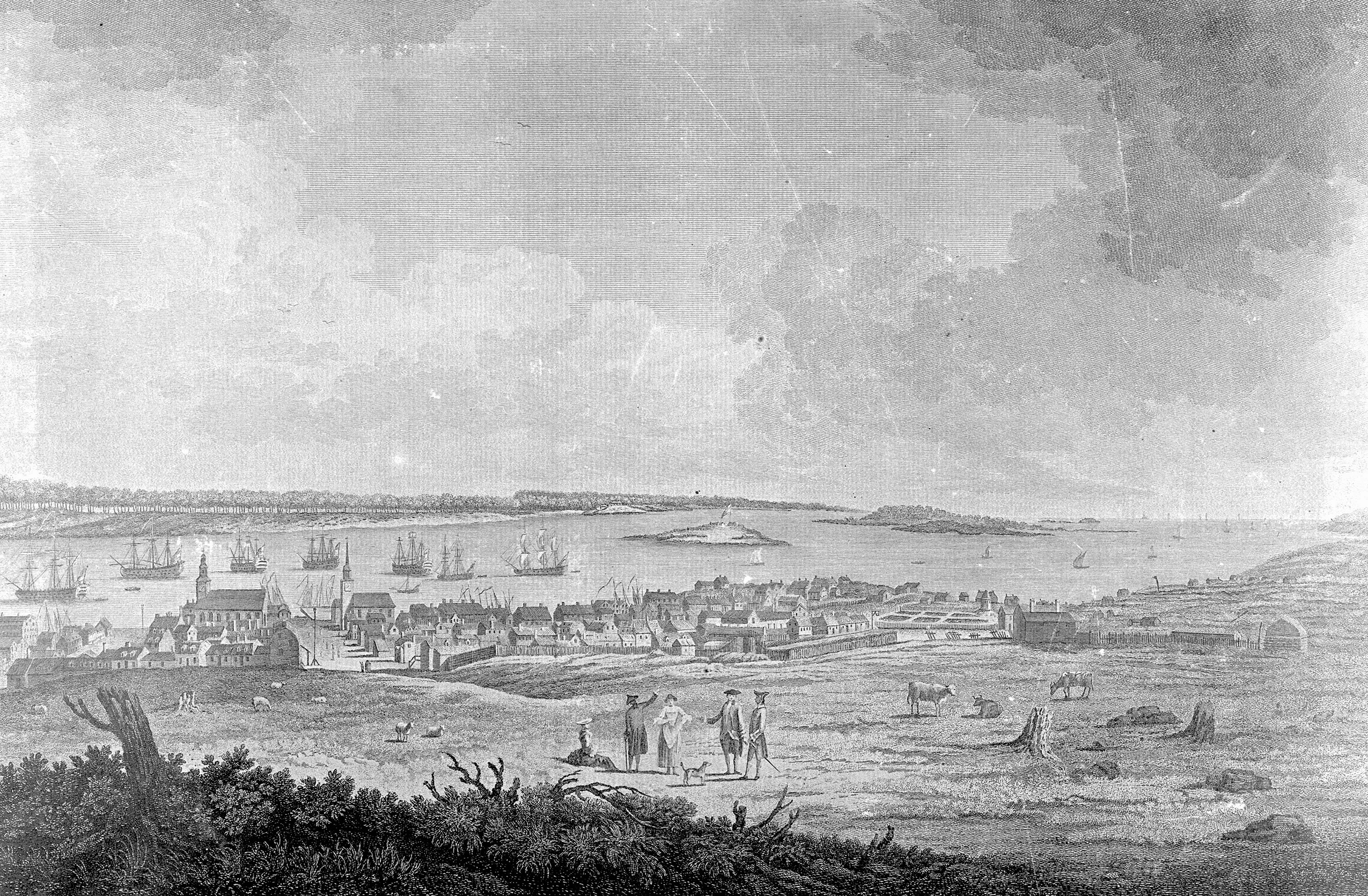
Paliçada erguida ao longo de Dartmouth em resposta à invasão em Dartmouth, em frente ao porto do Great Pontack, durante a Guerra do Padre Le Loutre, em 1759.

O primeiro assentamento europeu permanente construído na região foi na península de Halifax. O estabelecimento da cidade de Halifax, em homenagem ao segundo conde de Halifax, em 1749, levou a transferência da capital colonial de Annapolis Royal para Halifax.
O estabelecimento de Halifax marcou o início da Guerra do Padre Le Loutre. A guerra começou quando Edward Cornwallis chegou com 13 transportes e uma Sloop-of-war em 21 de junho de 1749 para estabelecer a nova localidade de Halifax. Ao estabelecer unilateralmente Halifax, os britânicos estavam violando tratados anteriores feitos com os Mi'kmaq, que foram assinados após a Guerra do Padre Rale.
Cornwallis trouxe 1176 colonos e suas famílias, e para protegerem os novos assentamentos protestantes contra eventuais ataques dos Mi'kmaq, dos acadianos e dos franceses, ergueram diversas fortificações britânicas, todas dentro das redondezas do novo município chamado de Halifax. A Baía de Santa Margarida foi colonizada por protestantes estrangeiros de língua francesa em French Village, que migraram de Lunenburg, durante a Revolução Americana.

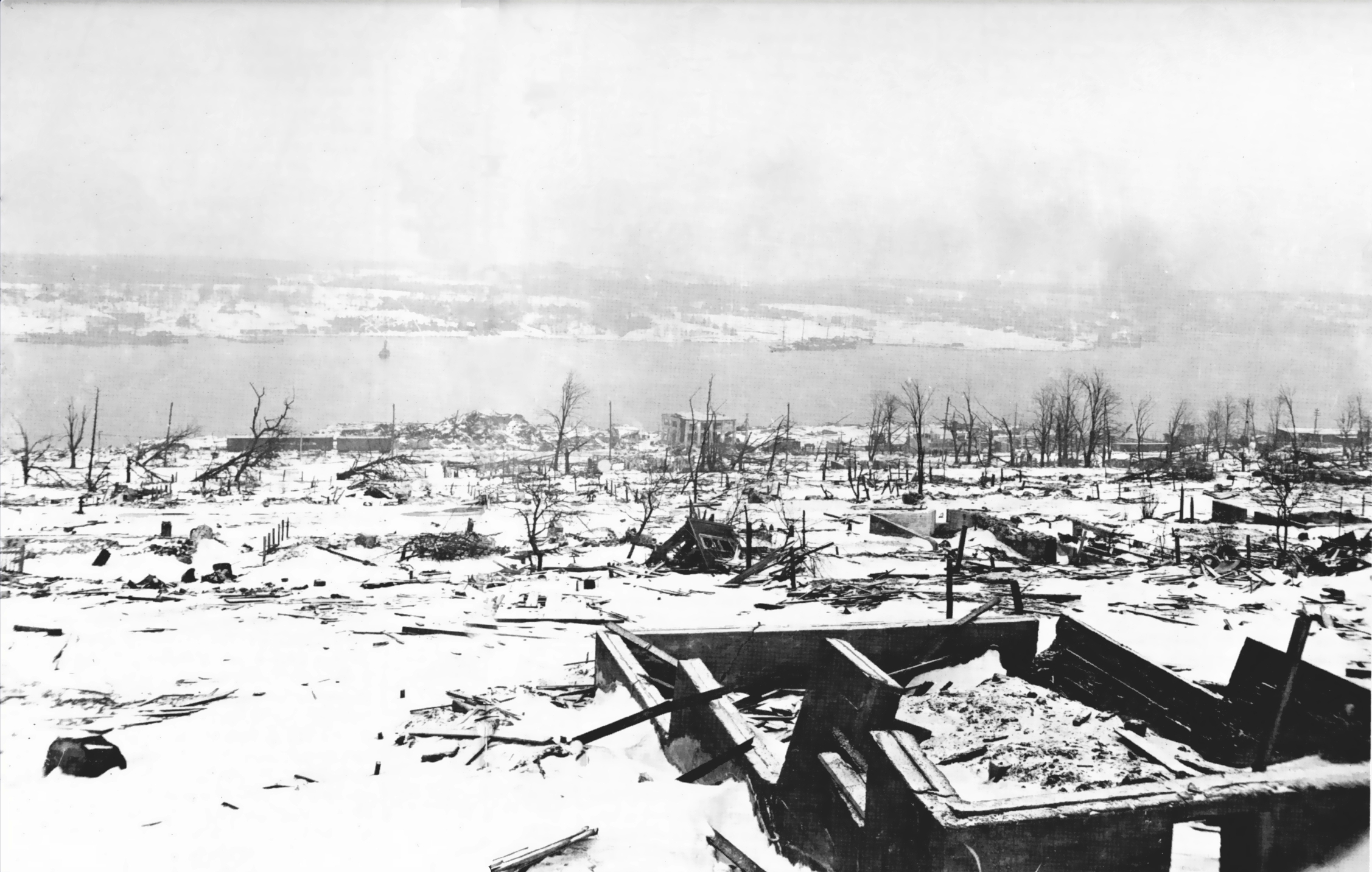
Consequências da Explosão de Halifax, um desastre marítimo que devastou a cidade em 1917.

Em dezembro de 1917 aconteceu um dos maiores desastres da história do Canadá, quando o SS Mont-Blanc, um cargueiro francês carregando munições, colidiu com o navio de socorro belga SS Imo em "The Narrows" entre o alto do porto de Halifax e a Bedford Basin. A explosão resultante, foi chamada de "A Explosão de Halifax", e devastou o Distrito de Richmond em Halifax, matando aproximadamente 2 000 pessoas e ferindo outras 9 000 pessoas. O acidente causou a maior explosão artificial já vista antes do desenvolvimento de armas nucleares. Uma ajuda significativa veio de Boston, nos Estados Unidos, o que acabou fortalecendo o vínculo entre as duas cidades costeiras.
Os quatro municípios da área urbana de Halifax vinham coordenando a prestação de serviços através da Autoridade Metropolitana desde o final dos anos 70, mas permaneceram como cidades independentes até 1º de abril de 1996, quando o governo provincial fundiu todos os governos municipais no Condado de Halifax para criar o Município Regional de Halifax. A fronteira municipal agora inclui todo o Condado de Halifax, exceto por várias reservas de povos das Primeiras Nações.
Depois da fusão, a região foi oficialmente conhecida como Município Regional de Halifax (GRH), embora "Halifax" tenha permanecido em uso comum por brevidade. Em 15 de abril de 2014, o conselho regional aprovou a implementação de uma nova campanha de branding para a região, desenvolvida pela empresa local Revolve Marketing. A campanha veria a região referida em materiais promocionais simplesmente como "Halifax", embora "Município Regional de Halifax" continuasse a ser o nome oficial da região. O reposicionamento proposto foi recebido com reação mista dos moradores, alguns dos quais sentiram que a mudança alienaria outras comunidades do município por meio da percepção de que o esquema de marketing se concentraria apenas na Halifax metropolitana, enquanto outros expressaram alívio pelo fato de que o nome formal mais longo não mais ser mais primário. O prefeito Mike Savage defendeu a decisão, afirmando: "Eu sou um cara de Westphal, eu sou um homem de Dartmouth, mas Halifax é minha cidade, somos todos parte de Halifax. Por que isso importa? Porque quando eu vou e viajo em nome deste município, não há uma pessoa lá fora que realmente se importe com o que a GRH quer dizer."